# Yuri Andrujovich
Yuri Andrujovich (ucraniano: Юрій Ігорович Андрухович) (1960, Stanislaviv, Ucrânia) é um escritor e político ucraniano, co-fundador do grupo poético BuBaBu em 1985..
Ucraniófilo, escrito em ucraniano, e já publicou vários romances e livros de poesia, mas não é normalmente considerada dentro dos nacionalistas ucranianos. Nas entrevistas, tem proclamado que respeite tanto o russo e ucraniano em seu país e tem autotraducido russo.

## Obra
- Рекреації, 1992
- Московіада, 1993
- Перверзія, 1996
- Дванадцять обручів, 2003